# Allemagne aux Jeux paralympiques d'hiver de 2010
Cet article présente des informations sur la participation et les résultats de l'Allemagne aux Jeux paralympiques d'hiver de 2010.
En ce qui concerne les médailles d'or, l'Allemagne a terminé au premier rang de ces jeux avec 13 médailles, suivie de la Russie (12 médailles) et du Canada (10 médailles).

## Médailles

### Or
| Sport               | Discipline | Sportifs | Performance |
| Médailles d'or : 13 |            |          |             |

### Argent
| Sport                  | Discipline | Sportifs | Performance |
| Médailles d'argent : 5 |            |          |             |

### Bronze
| Sport                   | Discipline | Sportifs | Performance |
| Médailles de bronze : 6 |            |          |             |

## Engagés par sport

### Biathlon
Hommes
- Wilhelm Brem
- Josef Giesen
- Frank Holfe
- Thomas Oelsner

Femmes
- Verena Bentele
- Andrea Eskau

### Curling
Hommes
- Jens Gaebel
- Jens Jaeger
- Marcus Sieger

Femmes
- Astrid Hoer
- Christiane Steger

### Ski alpin
Hommes
- Martin Braxenthaler
- Gerd Gradwohl
- Franz Hanfstingl
- Thomas Nolte
- Gerd Schönfelder
- Kevin Wermeester

Femmes
- Andrea Rothfuss
- Anna Schaffelhuber

### Ski de fond
Hommes
- Wilhelm Brem
- Frank Holfe
- Thomas Oelsner
- Tino Uhlig

Femmes
- Verena Bentele
- Andrea Eskau

## Source
- Site officiel des JO d'hiver de Vancouver 2010